# Sinistres Six
Les Sinistres Six (« Sinister Six » en version originale) sont une équipe de super-vilains successifs évoluant dans l’univers Marvel de la maison d'édition Marvel Comics. Créée par le scénariste Stan Lee et le dessinateur Steve Ditko, l'équipe apparaît pour la première fois en tant que telle dans le comic book The Amazing Spider-Man Annual #1 en janvier 1964.
À l'origine, le but de l'équipe des Sinistres Six était d'éliminer le héros Spider-Man, dont tous les membres étaient de farouches ennemis du Tisseur. L'incarnation originale du groupe était dirigée par le Docteur Octopus d’Otto Octavius dans la Terre-616 ou le Bouffon vert de Norman Osborn dans la Terre-1610.

## Historique et composition
Le groupe est fondé par le Docteur Octopus, qui recherche des alliés ayant déjà combattu Spider-Man. Cinq super-vilains répondent à son appel :
- le Vautour
- Electro
- Kraven le chasseur
- Mystério
- l'Homme-Sable

Lorsque Kraven se suicide, le Super-Bouffon le remplace dans l'équipe.
D'autres super-vilains font brièvement partie des Sinistres Six :
- le Scorpion
- le Scarabée (Abner Jenkins)
- le Shocker
- Venom

L'équipe est ensuite composée de :
- le Caméléon
- le Docteur Octopus
- Electro
- l'Homme-Sable
- Mysterio
- le Rhino

### Sinister Seven
Cette quatrième incarnation des Sinister Six a été formée par le Super-Bouffon pour combattre Kaine.
- le Super-Bouffon (Jason Macendale, leader)
- le Scarabée (Abner Jenkins)
- Electro
- Mystério (Quentin Beck)
- Scorpia
- Shocker
- le Vautour (Adrian Toomes)

### Sinister Six(4)
Cette cinquième incarnation a été formée par l'Homme-Sable pour se venger du Docteur Octopus.
- l'Homme-Sable (leader)
- Electro
- Kraven le chasseur (Aliocha Kravinoff)
- Mystério (Daniel Berkhart)
- Venom (Eddie Brock)
- le Vautour (Adrian Toomes)

### Sinister Twelve
Dans Marvel Knights : Spider-Man #10 (2005), l'auteur Mark Millar rassemble une nouvelle équipe basée sur les Sinistres Six.
Cette fois-ci, c'est Norman Osborn (le Bouffon vert), démasqué et emprisonné par Spider-Man, qui est le leader de l'équipe la plus dangereuse dans toute la carrière du Tisseur.
De sa cellule, Norman Osborn cherche à recontacter les anciens membres qui ne sont pas emprisonnés ou morts (tel que Kraven et Mysterio) à l'époque. Il confie pourtant au Scorpion la mission de gérer l'équipe sur le terrain. Ce dernier capture Tante May et menace de la tuer si Spider-Man ne libère pas Osborn. Spider-Man, aidé de la Chatte noire, est donc contraint de le faire sortir de prison puis se retrouve confronté aux Sinistres Douze.
En plus du Scorpion et du Bouffon Vert, l'équipe comprend alors :
- Le Vautour
- l'Homme-Sable
- Electro
- le Shocker
- le Caméléon
- le Lézard
- Hydro-Man
- Hammerhead
- Boomerang
- Tombstone

Spider-Man se bat avec courage mais ne doit son salut qu'à l'arrivée de Captain America, Iron Man, Daredevil, Pourpoint-Jaune et des Quatre Fantastiques.
Dans la débandade des Sinistres Douze, le Bouffon Vert capture Mary-Jane Watson et Spider-Man se retrouve avec un Venom lui barrant la route. Finalement, le Bouffon Vert est vaincu par Docteur Octopus et tombe dans le fleuve. Quelques jours plus tard, le Docteur Octopus est repêché vivant, mais le Bouffon Vert n'est pas retrouvé.

### Sinister Six (5)
Cette septième incarnation a été formée au cours de l'arc Civil War.
- Docteur Octopus (leader)
- la Faucheuse
- le Lézard
- Shocker
- le Piégeur (Trapster)
- le Vautour (Adrian Toomes)

### Sinister Six(6)
Cette huitième incarnation est formée à la suite de l'arc narratif Origin of the Species et les principaux antagonistes des Earthbound.
- Docteur Octopus (leader)
- le Caméléon
- Electro
- Mystério (Quentin Beck)
- le Rhino
- l'Homme-Sable

### Sinister Six(7)
Cette neuvième incarnation fait ses débuts lors de l’événement Marvel NOW.
- Boomerang (leader)
- le Scarabée (Janice Lincoln)
- le Cerveau Vivant
- Overdrive
- Shocker
- Speed Demon

### Superior Six
Le Spider-Man Supérieur  (l'esprit de Docteur Octopus dans le corps de Peter Parker) capture et assemble sa propre « équipe de super-héros » qu'il contrôle grâce à la technologie implantée dans les méchants. Cette dixième incarnation fait ses débuts dans Superior Spider-Man Team-Up #5 (2013). 
- Spider-Man (Otto Octavius) (chef d'équipe)
- Electro
- le Caméléon
- Mysterion
- l'Homme-Sable
- le Vautour (Adrian Toomes)

Docteur Octopus, maintenant Spider-Man, n'a jamais aimé l'idée de travailler avec les Vengeurs, et donc a cherché à former sa propre équipe, une équipe « supérieure » à eux.

#### Formation
Le premier membre contraint de rejoindre les Supérieurs Six est Flint Marko, alias William Baker, alias l'Homme-Sable, après avoir été vaincu par Peter Parker et Silver Sable lors du plan de Docteur Octopus visant à détruire la Terre. Le « grain de sable de l'âme» de l'Homme-Sable a été extrait et enfermé dans le Baxter Building. Otto réussit à obtenir ce grain et à le placer dans son laboratoire secret.
Le deuxième membre était Maxwell Dillon, alias Electro, qui, après avoir été projeté dans l'espace par Thor, est revenu sur Terre pour se venger, mais Thor et Spider-Man ont réussi à l'arrêter et à le vaincre. Electro a été enfermé dans le laboratoire sous-marin d'Otto.
Le troisième membre était Dmitri Smerdiakov, alias le Caméléon, qui, après son implication dans le plan d'Octopus pour détruire la Terre, a été mis en détention sous la surveillance du SHIELD. Octavius avait besoin de lui pour son équipe, il l'a donc fait évader d'un héliporteur du S.H.I.E.L.D. et l'a emprisonné dans son laboratoire sous-marin.
Le quatrième membre est Mysterion, nouveau dans le monde des super-vilains. Octavius avait capturé Mysterion lors d'un braquage de banque, le prenant d'abord pour Quentin Beck, le Mysterio originel, qui l'avait trahi dans son projet de destruction de la Terre. Mais après avoir vu son visage, il comprit que ce n'était pas lui, et Otto emprisonna Mysterion avec les autres.
Le cinquième et dernier membre est Adrian Toomes, alias le Vautour. Après la première rencontre de Doc Ock avec Toomes en tant que Spider-Man, le Vautour a cherché à se venger auprès d'autres victimes de la brutalité soudaine du Spider-Man supérieur. Cependant, il fut à nouveau vaincu et emmené par Spider-Man pour être enfermé avec les quatre autres scélérats dans son laboratoire secret sous l'eau.
Dr Edward Lansky, alias Luminex, convoite Alchemax et leur dernière invention : un appareil capable de fonctionner en synchronisation avec ses propres pouvoirs basés sur la lumière. Luminex engagea les Démolisseurs pour le voler, mais le Spider-Man Supérieur les contrecarra avec sa nouvelle équipe, les Superieurs Six. À la suite d'une attaque généralisée de Sun Girl, Octavius perd le contrôle des Supérieurs Six et ceux-ci l'attaquent en représailles pour avoir été capturé et contrôlé. Spider-Man et Sun Girl ont donc dû se battre ensemble pour les battre.

### Sinister Sixteen
Dans le but de voler des objets de valeur du Caméléon, les Sinistres Six de Boomerang (sans le Cerveau vivant et Shocker) se sont alliés avec le Hibou, qui a embauché onze autres personnes pour créer les Sinister Sixteen.
- Boomerang (chef d'équipe)
- Le Hibou (chef d'équipe)
- Armadillo
- Scarabée (Janice Lincoln)
- Bi-Bête
- Clown II
- Cyclone (Pierre Fresson)
- Mouche humaine (Richard Deacon)
- Kangourou (Brian Hibbs)
- Man Mountain Marko
- Mirage (Desmond Charne)
- Overdrive
- Scorcher
- Shriek
- Speed Demon
- La Tache
- Squid (Don Callahan)

### Sinister Sixty-Six
Mojo et le Caméléon enlèvent Spider-Man et ses élèves X-Men, et les forcent à jouer dans un spectacle qui les oppose aux Sinistres Soixante-Six (ou Sinister Sixty-Six). Le groupe, que l'on ne voit pas dans son intégralité, est composé de doublures holographiques de divers ennemis de Spider-Man.
- Scarabée
- Carnage
- Bouffon Noir
- Docteur Octopus
- Electro
- Gibbon
- Bouffon Vert
- Grizzly
- Hammerhead
- Super-Bouffon
- Chacal
- Jack O'Lantern
- Le Caïd
- Kraven le chasseur
- Le Lézard
- Morbius
- Mystério
- Le Puma
- Rhino
- Ringer
- L'Homme-Sable
- Scorpion
- Shocker
- Tombstone
- Venom
- Vermine
- Le Vautour

### Sinister Six(8)
Une nouvelle équipe est assemblée par Swarm dans Spider-Man et les X-Men. Pendant le vol d'une livraison d'or, le groupe est confronté aux élèves X-Men de Spider-Man et ce dernier ; après que Swarm soit vaincu par Hellion, ses coéquipiers se rendent.
- L'Essaim (chef d'équipe)
- 8-Ball III
- Delilah

- Killer Shrike (Simon Maddicks)

- Melter
- Squid (Don Callahan)

### All-New All-Different Marvel
Une nouvelle incarnation est assemblée par Aaron Davis, l'oncle de Miles Morales, qui porte une version recolorée et modifiée de l'armure d'Iron Spider.
- Iron Spider (Aaron Davis, chef d'équipe)
- Bombshell (Lana Baumgartner)
- Electro (Francine Frye)
- Super-Bouffon (Roderick Kingsley)
- l'Homme-Sable
- La Tache

## Autres versions

### Age of Apocalypse
Dans le dixième anniversaire de cette série limitée, Mister Sinistre assemble son propre groupe surnommé les Sinistres Six. Cependant, ce groupe n'est pas lié à la gamme plus établie des criminels.
- Le Colosse
- La Cape
- L'Epée
- Phénix
- Sauron
- Cyrène

### Avataars: Pacte du Bouclier
Sur la planète Terre créée par le Façonneur des mondes, les Sinistres Six sont connus comme les Six plus sinistres, un groupe de criminels qui exploite un péage dans le Webwood qui est conduit par le Roi Bouffon. Lorsque les Champions du royaume pour tenter de passer à travers les Webwoods sont attaqués par les Six plus sinistres, avec qui ils traitent facilement et le vainque comme ils se déplacent sur eux.
- Docteur Octopus
- Electro
- Kraven le chasseur
- le Lézard
- Mystério
- Homme-Sable

### Les Sinistres Six du Gentleman
Dans une trilogie de romans Spider-Man écrits par Adam-Troy Castro, un cerveau criminel lui-même appelé le Gentleman forme une incarnation des Sinistres Six dans le cadre d'un plan complexe pour se venger de Spider-Man.
- Caméléon
- Docteur Octopus
- Electro
- Mystério (Quentin Beck)
- La Pitié (garde du corps du Gentleman)
- le Vautour (Adrian Toomes)

### Marvel Zombies
Une version zombie des Sinistres Six apparaît dans Marvel Zombies: Dead Days. Ils sont découverts attaquant des civils innocents sur l'héliporteur du SHIELD, mais sont repoussés par Wolverine et Magneto.
- Docteur Octopus
- Electro
- Bouffon Vert
- Mystério
- Homme-Sable
- le Vautour (Adrian Toomes)

### Marvel Zombies Return
Dans la série Marvel Zombies, les Sinistres Six travaillent pour le Caïd et apparaissent dans un univers alternatif où une version zombie de Spider-Man y est entré. Ils sont rapidement et violemment déchirés, mordus et transformés en zombies (sauf l'Homme-Sable qui fuit espérant s'échapper, en se changeant en sable et en se déguisant en zombie), et finissent par manger les amis de Spider-Man, ce qui les amène à être tués en représailles.
- Docteur Octopus
- Electro
- Kraven le chasseur
- Mystério
- Homme-Sable
- le Vautour (Adrian Toomes)

### The Sinner Six
Une version plus âgée des Sinistres Six, surnommée les Sinner Six (Six pécheurs) apparue dans Spider-Man: Reign. Cette version de l'équipe est contrainte de travailler pour Waters, le maire fasciste de New York, par le biais de micro-puces placées en eux qui exploseraient s'ils tentaient de quitter la ville. S'ils parviennent à tuer Spider-Man, ils seront libérés. Lorsque Spider-Man, furieux (et âgé), est redevenu un super-héros, il a causé la mort du Scorpion en le jetant par la fenêtre, d'Hydro-Man et d'Electro en les projetant l'un contre l'autre, et a battu Kraven et Mysterio, avant que l'Homme-Sable ne révèle l'existence des bombes et ne remette un détonateur à Spider-Man, qui s'est sacrifié pour mettre fin aux plans du maire Waters après qu'il s'est avéré que ce dernier n'était rien d'autre qu'un pion de son assistant, Eddie Brock.
- Electro
- Hydro-Man
- Kraven le chasseur
- Mystério
- L'Homme-Sable
- Scorpion

### Spider-Verse
Une version des Sinistres Six connu sous le nom des Six hommes de la sinistrose apparaît dans Spider-Verse dans la dimension de la Terre-803, située dans l'ère industrielle à New York. Leur objectif était de voler le plan du maire. Ils ont affronté Lady Spider et ont dû battre en retraite après avoir été submergés, mais ils ont tout de même réussi à accomplir leur tâche.
- Bouffon Vert (Lord Norman Osborn)
- Docteur Octopus
- Electro
- Kraven le chasseur
- Mystério
- le Vautour

### The Ultimate Six
Dans l'Univers Ultimate, les Sinistres Six sont renommés les Ultimate Six. Les cinq membres originaux crapuleux ont d'abord tenté de recruter Spider-Man comme sixième membre, mais n'ont pas réussi à le faire. Le Vautour rejoint l'équipe plus tard.
- Bouffon Vert (chef d'équipe)
- Docteur Octopus
- Electro
- Kraven le chasseur
- Homme-Sable
- Spider-Man, remplacé par le Vautour

## Adaptation dans d'autres médias

### Télévision

#### Spider-Man, l'homme-araignée
Dans la saison 2 de Spider-Man, l'homme-araignée, Spider-Man affronte les Sinistres Six, équipe composée par :
- le Docteur Octopus
- Mysterio
- le Scorpion
- le Shocker
- Le Rhino
- Le Caméléon

Dans la saison 5 de Spider-Man, l'homme-araignée, Spider-Man affronte les Sinistres Six, équipe composée par :
- le Docteur Octopus
- le Vautour (après la mort de Mystério)
- le Scorpion
- le Shocker
- Le Rhino
- le Caméléon

#### Spectacular Spider-Man
Dans Spectacular Spider-Man, Spider-Man affronte les Sinistres Six à deux reprises.
- La première fois, l'équipe est composée de :
  - le Docteur Octopus
  - le Vautour
  - Electro
  - l'Homme-Sable
  - Le Rhino
  - le Shocker
- La deuxième fois, Mysterio et Kraven le chasseur remplacent le Shocker et le Docteur Octopus.

#### Ultimate Spider-Man
Dans la saison 2 d'Ultimate Spider-Man, Spider-Man affronte les Sinistres Six.
- La première fois, l'équipe est composée de :
  - le Docteur Octopus
  - le Lézard
  - Electro
  - Rhino
  - Kraven le chasseur
  - le Scarabée
- La deuxième fois, le Scarabée est remplacé par le Scorpion. On note également que la deuxième fois, les Sinistres Six sont renforcés par une armure créée par le Docteur Octopus, en utilisant la technologie de pointe d'Oscorp.

Dans la saison 4, Octopus forme les Sinistres Sept :
- Docteur Octopus (chef d'équipe)
- Kraven le chasseur
- Électro
- Hydro-Man
- L'Ultimate Bouffon Vert
- Le Rhino
- Scarlet Spider

Les Sinistres 6 sont de retour une quatrième fois et deviennent les Superior Sinistres Six composés de :
- Docteur Octopus (chef d'équipe)
- Kraven le chasseur
- Le Scorpion
- Crossbones
- Le Vautour
- Le Rhino

#### Marvel's Spider-Man
Dans la série TV de 2017 Marvel's Spider-Man,  le Docteur Octopus a pris le contrôle mental des Commandos Osborn, un groupe formé par Norman Osborn. Contrairement aux autres incarnations, cette équipe est connue sous le nom de Sinistres Cinq ("Sinister Five") jusqu'à ce qu'Octopus fasse un lavage de cerveau à Spider-Man pour qu'il devienne leur sixième membre. Toutefois, Harry Osborn devient le Super-Bouffon et libère Spider-Man et le reste de l'équipe du contrôle d'Octavius. Tous les membres du groupe sont vaincus et arrêtés à la fin de la première saison. 
L'équipe était composée de :
- Docteur Octopus (chef d'équipe)
- Alistair Smythe
- Steel Spider
- Le Rhino
- Le Vautour
- Spider-Man

### Cinéma

#### Série de films The Amazing Spider-Man
Lorsque Sony décida de faire le reboot de Spider Man avec The Amazing Spider-Man de Marc Webb, le studio songea à adapter les Sinistres Six dans la nouvelle franchise par un film dérivé. La date de sortie était normalement prévue en novembre 2016, à la place de The Amazing Spider-Man 3 qui serait décalé à 2018. Le réalisateur prévu était Drew Goddard.
Le studio avait anticipé l'apparition du groupe de super-vilains. À la fin de The Amazing Spider-Man 2, Harry Osborn, emprisonné à Ravencroft, reçoit Gustav Fiers (le Gentleman) et le prévient qu'il souhaite recruter un groupe réduit de six personnes pour éliminer Spider-Man et dominer la ville de New York. Seul le Rhino fait son apparition et combat l'homme-araignée.
En février 2015, il fut annoncé que Spider-Man rejoindra l'univers cinématographique Marvel : Sony garde les droits du personnage, mais l'homme-araignée pourra apparaître dans les autres films des super-héros Marvel, comme les Avengers. Les films The Amazing Spider-Man et les films dérivés prévus suivant le second volet de la franchise sont donc annulés.
Drew Goddard voulait utiliser la Terre Sauvage (Savage Land), une jungle cachée dans l'Antarctique et peuplée d'espèces disparues comme les dinosaures. Bien que Sony ait prévu Carnage comme le principal antagoniste, ils avaient finalement décidé de prendre le personnage de Gog, un monstre extraterrestre qui s'est écrasé en Terre sauvage, où il a été élevé par Kraven le chasseur, puis est devenu membre des Sinistres Six. Sony avait rechigné cependant à l'utiliser, préférant éviter de mêler le Tisseur à l'univers cosmique : Gog est en effet une créature humanoïde géante venue d'une autre dimension. D'autre part, les droits de la Terre sauvage appartiennent à Marvel ; mais les accords entre Sony et Marvel pourraient permettre de l'intégrer au film de Drew Goddard.
Une équipe des Sinistres Six a été aperçue dans les crédits du film The Amazing Spider-Man : Le Destin d'un héros (2014) :
- le Bouffon vert (Norman Osborn), chef d'équipe
- le Rhino
- le Vautour
- le Docteur Octopus
- le Scorpion ou Mystério
- Kraven le Chasseur

#### Films animés Spider-Vers
Dans le film Spider-Man : New Generation (2018), les Sinistres Six ne sont jamais mentionnés en tant que tels et ne travaillent jamais tous en même temps, mais il y a bien six vilains (en opposition aux six Spider-Men/Women du film) qui s'unissent sous l'initiative du Caïd pour accomplir le même but et combattre les héros :
- le Caïd (Wilson Wisk), chef d'équipe
- le Docteur Octopus (Olivia Octopus)
- le Rôdeur (Aaron Davis)
- Tombstone
- le Scorpion (Mac Gargan)
- le Bouffon vert (Norman Osborn)

#### Univers Spider-Man de Sony
En décembre 2018, à la suite du succès du film Venom, la productrice de cinéma Amy Pascal a déclaré que le projet de film concernant les Sinistres Six était toujours « vivant » et qu’elle attendait que Drew Goddard soit prêt à le réaliser avant d’aller de l’avant avec le projet.
Dans la scène post-générique du film Morbius, Adrian Toomes de l'UCM approche le Dr Michael Morbius dans le but de former une équipe. L'équipe est supposée être les Sinistres Six, le réalisateur Daniel Espinosa exprimant son intérêt pour que Norman Osborn fasse partie des Sinistres Six,.

### Jeux vidéo

#### Spider-Man: Return of the Sinister Six
Dans le jeu sur NES, Spider-Man: Return of the Sinister Six, les Sinistres Six sont sélectionnés comme dans les comics.
- Docteur Octopus (chef d'équipe)
- Electro
- Super-Bouffon (Jason Macendale)
- Mystério
- Homme-Sable
- le Vautour

#### Spider-Man 2: The Sinister Six
L'équipe originelle des Sinistres Six sont les principaux ennemis du jeu vidéo, Spider-Man: The Sinister Six.
- Docteur Octopus (chef d'équipe)
- Kraven le chasseur
- Mystério
- Homme-Sable
- Scorpion
- le Vautour

#### Spider-Man Vs. The Sinister Six
Les Sinistres Six sont les principaux antagonistes dans le jeu vidéo DOS, Spider-Man Vs. The Sinister Six.
- Caméléon
- Docteur Octopus
- Super-Bouffon
- Mystério
- Homme-Sable
- Scorpion

#### Lego Marvel Super Heroes
Dans les versions Xbox 360, Xbox One, PlayStation 3, PlayStation 4 et PSVita de Lego Marvel Super Heroes, on retrouve les six membres fondateurs des Sinistres Six à savoir :
- Docteur Octopus (chef d'équipe)
- Electro
- Kraven le chasseur
- Mysterio (Quentin Beck)
- L'Homme-Sable
- le Vautour (Adrian Toomes)

#### Marvel's Spider-Man
Sur Marvel's Spider-Man, le jeu sorti en 2018 sur PS4, les Sinistres Six sont les antagonistes principaux.
L'équipe est composée  :
- du Docteur Octopus
- de Mister Negative
- du Scorpion
- du Vautour
- du Rhino
- Electro

Hormis Octavius, les membres de l'équipe avaient été emprisonnés au Raft avant que ce dernier ne les libère et les recrute dans le but de se venger de son ancien associé devenu maire, Norman Osborn. 
Otto a gagné la loyauté de ses coéquipiers en leur offrant ce qu'ils voulaient :
- Pour Electro qui souhaitait devenir de l'énergie pure, Octavius lui a donc conçu un costume qui en était suffisamment proche.
- Pour le Vautour qui souffrait d'un cancer de la colonne vertébrale à cause de la source d'énergie de son costume d'origine, Octavius a conçu un traitement pour le guérir.
- Pour le Rhino qui voulait sortir de son costume, Octavius créa un acide corrosif en quelques jours pour le libérer de son costume.
- Pour le Scorpion qui voulait effacer ses dettes, Octavius convainquit des personnes parmi les plus influentes d'effacer ses dettes.
- Pour Mister Negative qui vouait une haine contre Norman Osborn, Octavius lui proposa de coopérer car tous deux haissaient Osborn.

### Comédie musicale
Les Sinister Six apparaissent dans la comédie musicale, Spider-Man: Turn Off the Dark. Dans cette version, leurs origines issus des bandes dessinées sont ignorées. Au lieu de cela, ils partagent une origine commune, celle d'anciens chercheurs scientifiques que le Bouffon Vert transforme délibérément en monstres mutants pour les punir d'avoir abandonné les Industries Osborn. Swiss Miss est un antagoniste inédit aux comics créé dans l'objectif d'apporter une touche féminine aux Sinistres Six.
- Carnage
- Electro
- Kraven le chasseur
- le Lézard
- Essaim
- Swiss Miss